# Cowley County
Cowley County je okres ve státě Kansas v USA. K roku 2010 zde žilo 36 311 obyvatel. Správním městem okresu je Winfield. Celková rozloha okresu činí 2 933 km².